# Karoline Bjerkeli Grøvdal
Karoline Bjerkeli Grøvdal (ur. 14 czerwca 1990 w Ålesund) – norweska lekkoatletka specjalizująca się w biegu na 3000 metrów z przeszkodami.
Dwukrotna złota medalistka mistrzostw Europy juniorów w biegu na 3000 m z przeszkodami (Hengelo 2007 & Nowy Sad 2009), podczas tej drugiej imprezy wywalczyła także złoto na 5000 metrów, brązowa medalistka Mistrzostw Świata Juniorów Młodszych (bieg na 2000 m z przeszkodami, Ostrawa 2007). W 2009 została wybrana wschodzącą gwiazdą europejskiej lekkoatletyki w plebiscycie organizowanym przez European Athletics. Medalistka mistrzostw Europy w przełajach. Nie ukończyła rywalizacji w biegu seniorek podczas mistrzostw świata w biegach przełajowych w Bydgoszczy (2010). Nie odniosła sukcesów na mistrzostwach Europy w lipcu 2010 na Estadi Olímpic Lluís Companys w Barcelonie. Wielokrotna mistrzyni i rekordzistka Norwegii w różnych kategoriach wiekowych na różnych dystansach. Na mistrzostwach Europy w Amsterdamie sięgnęła po brązowy medal w biegu na 10 000 metrów.

## Osiągnięcia
| Rok  | Impreza                                   | Miejsce                | Konkurencja                   | Pozycja     | Wynik    |
| ---- | ----------------------------------------- | ---------------------- | ----------------------------- | ----------- | -------- |
| 2006 | II liga pucharu Europy                    | Bańska Bystrzyca       | bieg na 3000 m z przeszkodami | 1. miejsce  | 10:17,27 |
| 2006 | Mistrzostwa świata juniorów               | Pekin                  | bieg na 3000 m z przeszkodami | 5. miejsce  | 10:00,04 |
| 2006 | Mistrzostwa Europy w biegach przełajowych | San Giorgio su Legnano | bieg juniorek                 | 2. miejsce  | 12:36    |
| 2007 | Mistrzostwa Europy juniorów               | Hengelo                | bieg na 3000 m z przeszkodami | 1. miejsce  | 9:44,34  |
| 2007 | Mistrzostwa świata juniorów młodszych     | Ostrawa                | bieg na 2000 m z przeszkodami | 3. miejsce  | 6:25,30  |
| 2007 | Mistrzostwa świata                        | Osaka                  | bieg na 3000 m z przeszkodami | eliminacje  | 9:56,41  |
| 2009 | I liga drużynowych mistrzostw Europy      | Bergen                 | bieg na 3000 m z przeszkodami | 3. miejsce  | 9:47,66  |
| 2009 | I liga drużynowych mistrzostw Europy      | Bergen                 | bieg na 5000 m                | 3. miejsce  | 15:29,82 |
| 2009 | Mistrzostwa Europy juniorów               | Nowy Sad               | bieg na 3000 m z przeszkodami | 1. miejsce  | 9:43,69  |
| 2009 | Mistrzostwa Europy juniorów               | Nowy Sad               | bieg na 5000 m                | 1. miejsce  | 15:45,45 |
| 2009 | Mistrzostwa świata                        | Berlin                 | bieg na 3000 m z przeszkodami | eliminacje  | 9:48,47  |
| 2009 | Mistrzostwa Europy w biegach przełajowych | Dublin                 | bieg juniorek                 | 1. miejsce  | 14:10    |
| 2010 | Mistrzostwa świata w biegach przełajowych | Bydgoszcz              | bieg seniorek                 | –           | DNF      |
| 2010 | Superliga drużynowych mistrzostw Europy   | Bergen                 | bieg na 3000 m z przeszkodami | 7. miejsce  | 9:47,92  |
| 2010 | Superliga drużynowych mistrzostw Europy   | Bergen                 | bieg na 5000 m                | 3. miejsce  | 15:25,40 |
| 2010 | Mistrzostwa Europy                        | Barcelona              | bieg na 5000 m                | 11. miejsce | 15:41,42 |
| 2010 | Mistrzostwa Europy                        | Barcelona              | bieg na 10 000 m              | –           | DNF      |
| 2011 | I liga drużynowych mistrzostw Europy      | Izmir                  | bieg na 5000 m                | 3. miejsce  | 15:44,92 |
| 2011 | I liga drużynowych mistrzostw Europy      | Izmir                  | bieg na 3000 m z przeszkodami | 2. miejsce  | 9:46,07  |
| 2012 | Igrzyska olimpijskie                      | Londyn                 | bieg na 5000 m                | eliminacje  | 15:24,86 |
| 2013 | Superliga drużynowych mistrzostw Europy   | Gateshead              | bieg na 5000 m                | 8. miejsce  | 15:48,21 |
| 2013 | Mistrzostwa świata                        | Moskwa                 | bieg na 5000 m                | 13. miejsce | 15:48,87 |
| 2014 | Mistrzostwa świata w półmaratonie         | Kopenhaga              | półmaraton                    | 20. miejsce | 1:10:53  |
| 2015 | Superliga drużynowych mistrzostw Europy   | Czeboksary             | bieg na 1500 m                | 2. miejsce  | 4:16,22  |
| 2015 | Mistrzostwa świata                        | Pekin                  | bieg na 5000 m                | eliminacje  | 16:02,20 |
| 2015 | Mistrzostwa Europy w biegach przełajowych | Hyères                 | bieg seniorek                 | 3. miejsce  | 25:57    |
| 2016 | Mistrzostwa Europy                        | Amsterdam              | bieg na 10 000 m              | 3. miejsce  | 31:23,45 |
| 2016 | Igrzyska olimpijskie                      | Rio de Janeiro         | bieg na 5000 m                | 7. miejsce  | 14:57,53 |
| 2016 | Igrzyska olimpijskie                      | Rio de Janeiro         | bieg na 10 000 m              | 9. miejsce  | 31:14,07 |
| 2016 | Mistrzostwa Europy w biegach przełajowych | Chia                   | bieg seniorek                 | 3. miejsce  | 25:26    |
| 2017 | I liga drużynowych mistrzostw Europy      | Vaasa                  | bieg na 1500 m                | 7. miejsce  | 4:18,24  |
| 2017 | Mistrzostwa świata                        | Londyn                 | bieg na 1500 m                | eliminacje  | 4:09,56  |
| 2017 | Mistrzostwa świata                        | Londyn                 | bieg na 5000 m                | –           | DNF      |
| 2017 | Mistrzostwa Europy w biegach przełajowych | Šamorín                | bieg seniorek                 | 3. miejsce  | 27:04    |
| 2018 | Mistrzostwa Europy                        | Berlin                 | bieg na 3000 m z przeszkodami | 3. miejsce  | 9:24,46  |
| 2018 | Mistrzostwa Europy w biegach przełajowych | Tilburg                | bieg seniorek                 | 3. miejsce  | 26:07    |
| 2019 | Halowe mistrzostwa Europy                 | Glasgow                | bieg na 3000 m                | 5. miejsce  | 8:52,12  |
| 2019 | I liga drużynowych mistrzostw Europy      | Sandnes                | bieg na 1500 m                | 8. miejsce  | 4:53,78  |
| 2019 | I liga drużynowych mistrzostw Europy      | Sandnes                | bieg na 3000 m                | 1. miejsce  | 9:45,20  |
| 2019 | Mistrzostwa świata                        | Doha                   | bieg na 5000 m                | eliminacje  | DNF      |
| 2019 | Mistrzostwa świata                        | Doha                   | bieg na 3000 m z przeszkodami | 13. miejsce | 9:29,41  |
| 2019 | Mistrzostwa Europy w biegach przełajowych | Lizbona                | bieg seniorek                 | 2. miejsce  | 27:07    |
| 2021 | Igrzyska olimpijskie                      | Tokio                  | bieg na 5000 m                | 14. miejsce | 15:09,37 |
| 2021 | Igrzyska olimpijskie                      | Tokio                  | bieg na 10 000 m              | –           | DNF      |
| 2021 | Mistrzostwa Europy w biegach przełajowych | Dublin                 | bieg seniorek                 | 1. miejsce  | 26:34    |
| 2022 | Mistrzostwa świata                        | Eugene                 | bieg na 5000 m                | 8. miejsce  | 14:57,62 |
| 2022 | Mistrzostwa Europy                        | Monachium              | bieg na 5000 m                | –           | DNF      |
| 2022 | Mistrzostwa Europy w biegach przełajowych | Turyn                  | bieg seniorek                 | 1. miejsce  | 26:25    |
| 2023 | Mistrzostwa świata                        | Budapeszt              | bieg na 5000 m                | eliminacje  | 15:08,96 |
| 2023 | Mistrzostwa Europy w biegach przełajowych | Bruksela               | bieg seniorek                 | 1. miejsce  | 33:40    |
| 2024 | Mistrzostwa świata w biegach przełajowych | Belgrad                | bieg seniorek                 | 14. miejsce | 32:49    |
| 2024 | Mistrzostwa Europy                        | Rzym                   | bieg na 5000 m                | 2. miejsce  | 14:38,62 |
| 2024 | Mistrzostwa Europy                        | Rzym                   | półmaraton                    | 1. miejsce  | 1:08:09  |
| 2024 | Mistrzostwa Europy                        | Rzym                   | półmaraton drużynowo          | 9. miejsce  | 3:39:20  |
| 2024 | Igrzyska olimpijskie                      | Paryż                  | bieg na 5000 m                | 8. miejsce  | 14:43,21 |

## Rekordy życiowe
- bieg na 1500 metrów – 4:03,07 (2021)
- bieg na milę – 4:26,23 (2016); rekord Norwegii
- bieg na 2000 metrów – 5:41,04 (2018); rekord Norwegii
- bieg na 3000 metrów (stadion) – 8:27,02 (2024); rekord Norwegii
- bieg na 3000 metrów (hala) – 8:44,68 (2019); rekord Norwegii
- bieg na 5000 metrów – 14:31,07 (2022); rekord Norwegii
- bieg na 10 000 metrów – 30:50,84 (2021)
- bieg na 2000 metrów z przeszkodami – 6:21,39 (2008); rekord Norwegii
- bieg na 3000 metrów z przeszkodami – 9:13,35 (2017); rekord Norwegii
- bieg na 5 kilometrów – 15:04 (2020)
- bieg na 10 kilometrów – 30:32 (2020); rekord Norwegii
- półmaraton – 1:06:55 (2024)